# Misumenops octoguttatus
Misumenops octoguttatus là một loài nhện trong họ Thomisidae.
Loài này thuộc chi Misumenops. Misumenops octoguttatus được Cândido Firmino de Mello-Leitão miêu tả năm 1941.